# Peter Jurasik

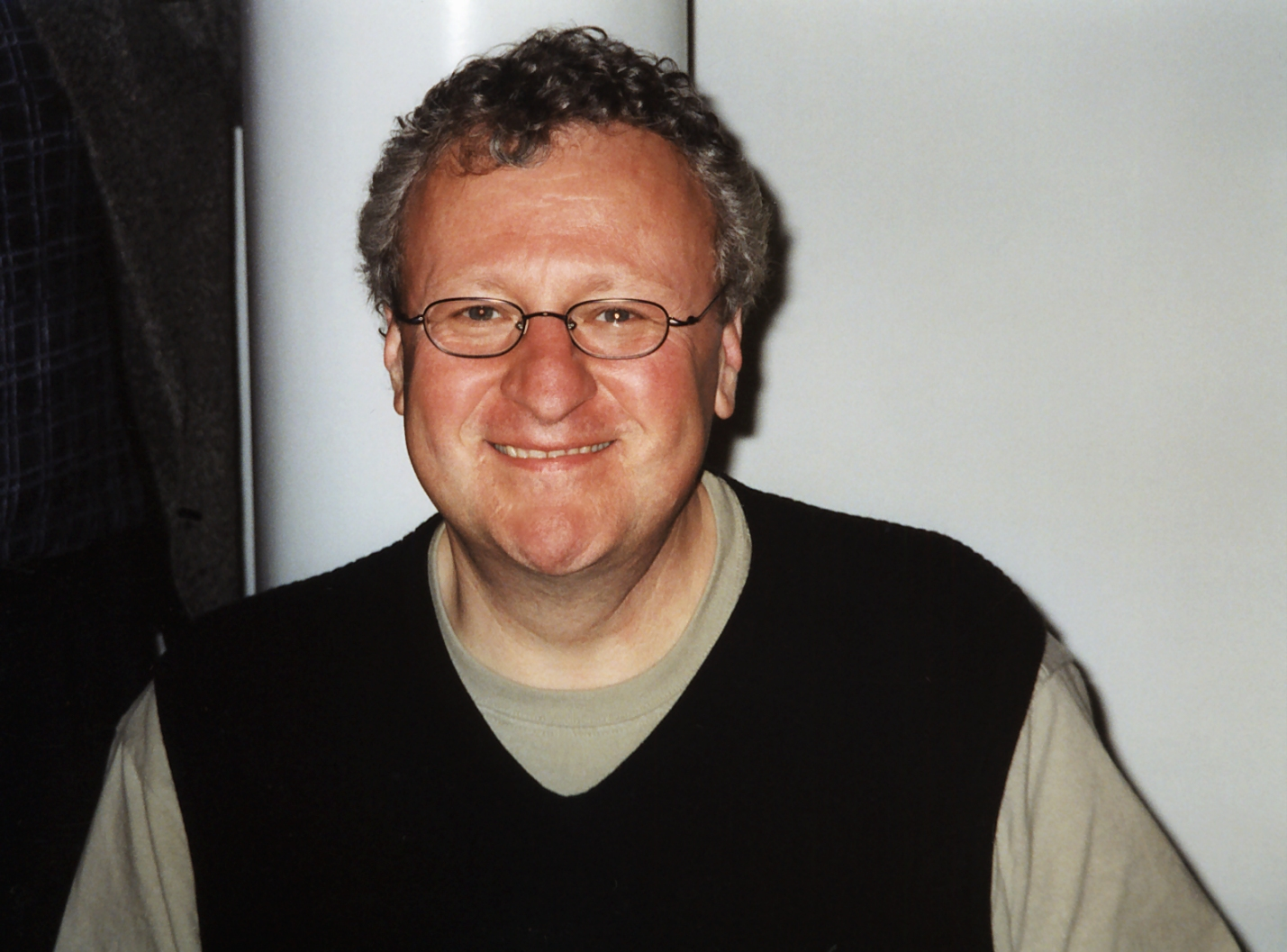
Peter Jurasik in Stuttgart, 2000

Peter Jurasik (* 25. April 1950 in Queens, New York) ist ein US-amerikanischer Schauspieler.

## Karriere
Jurasik ist hauptsächlich für seine Rolle als Botschafter Londo Mollari in der Science-Fiction-Serie Babylon 5 bekannt, die er von 1994 bis 1998 spielte. Daneben war er in den 1980er und 1990er Jahren in Nebenrollen in vielen Fernsehfilmen, beispielsweise Tron, und Fernsehserien, darunter Polizeirevier Hill Street, Dawson’s Creek und auch Columbo (Folge Black Lady), zu sehen.

## Filmografie (Auswahl)
- 1982: Tron
- 1982: Unter den Augen der Justiz (In the Custody of Strangers, Fernsehfilm)
- 1982–1987: Polizeirevier Hill Street (Hill Street Blues, Fernsehserie, 25 Folgen)
- 1983: Bay City Blues (Fernsehserie, 8 Folgen)
- 1985: MacGyver (Fernsehserie, 1 Folge)
- 1989–1990: Mein Lieber John (Dear John, Fernsehserie, 8 Folgen)
- 1989: Columbo: Black Lady (Sex and the Married Detective, Fernsehreihe)
- 1990: So ein Satansbraten (Problem Child)
- 1993: Mr. Jones
- 1994–1998: Babylon 5 (Fernsehserie, 110 Folgen)
- 1998: Babylon 5: Der erste Schritt (Babylon 5: In the Beginning, Fernsehfilm)
- 1998–1999: Hinterm Mond gleich links ( 	3rd Rock from the Sun, Fernsehserie, 2 Folgen)
- 1999–2000: Sliders – Das Tor in eine fremde Dimension (Sliders, Fernsehserie, 3 Folgen)
- 2000–2001: Dawson’s Creek (Fernsehserie, 2 Folgen)
- 2003: Das Urteil – Jeder ist käuflich (Runaway Jury)
- 2004: Stateside
- 2010: Quantum Apocalypse – Der Tag des jüngsten Gerichts (Fernsehfilm)
- 2012: Ein tolles Leben – Hast du keins, nimm dir eins (Arthur Newman)
- 2013: 42 – Die wahre Geschichte einer Sportlegende (42)
- 2015: Kein Ort ohne dich (The Longest Ride)
- 2017: Mercy Street (Fernsehserie, eine Folge)